# Liste der Radrennbahnen in Berlin
In der Liste der Radrennbahnen in Berlin sind alle Radrennbahnen aufgeführt, die seit 1882 auf dem Gebiet des heutigen Berlins existierten. Berlin ist die deutsche Stadt mit den meisten Radrennbahnen und war bis in die 1920er Jahre hinein ein Mekka das Bahnradsports. Heute verfügt Berlin nur noch über eine einzige Radrennbahn, im Velodrom.
| Zeitraum      | Name/Standort                       | Länge/Belag /Kurvenüberhöhung | Bauart | Bemerkung |
| ------------- | ----------------------------------- | ----------------------------- | ------ | --- |
| 1881          | Gartenlokal Flora in Charlottenburg | – / – / 0                     | offen  | 628 Meter langer Parkweg ohne Kurvenerhöhung. Auf diesem Weg fand am 7. August 1881 vor 2500 Zuschauern das erste „Bahnrennen“ in Berlin statt. (ehemalige Lage des Gartenlokals Flora) |
| 1881–1883 (?) | Hippodrom am Zoo                    | 523 m / Sand / 0              | offen  | Das Eröffnungsrennen der ersten als ständig gedachten Bahn fand am 25. Juni 1882 vor rund 2000 Zuschauern statt. Die Bahn erwies sich jedoch als untauglich, da sie keine Kurvenerhöhung hatte. (ehemalige Lage des Hippodroms am Zoo) |
| 1882–1891     | Brückenallee                        | 350 m / Lehm                  | offen  | Betreiber der „Spezialrennbahn zur Veranstaltung von Velociped-Wettfahrten“ war der „Verein für Velociped-Wettfahrten“ unter seinem Vorsitzenden T. H. S. Walker, der bis 1891 existierte, genau so lange wie die Radrennbahn. Das erste Rennen fand am 24. Mai 1885 um den Großen Preis von Berlin statt, Sieger war Johannes Pundt. Im Stadtplan von 1893 ist die Bahn nicht mehr vorhanden, das Gelände wurde zur Bebauung genutzt. Als Ersatz diente die Radrennbahn in Halensee.                                                                         |
| 1891–1900     | Halensee                            | 500 m / Asphalt / 2 m         | offen  | Erste Radrennbahn mit internationalem Fahrerfeld und Publikum. (ehemalige Lage der Radrennbahn Halensee) |
| 1896– (?)     | Zehlendorf                          | 333,3 m / Beton / 2,5 m       | offen  | 1904/1905 modernisiert. 1911 stürzte hier der Rennfahrer Fritz Theile tödlich. (ehemalige Lage der Radrennbahn Zehlendorf) |
| 1897–1902     | Kurfürstendamm                      | 500 m / Beton / 4 m           | offen  | Die Bahn war besonders für Sprint-Rennen geeignet. (ehemalige Lage der Radrennbahn Kurfürstendamm) |
| 1897–1904     | Radrennbahn Friedenau               | – / Beton                     | offen  | Sieger des Eröffnungsrennens Großer Preis von Berlin war Willy Arend. Die Bahn im Sportpark Friedenau war besonders für Steherrennen geeignet. 1901 Austragungsort der Bahn-Weltmeisterschaften. (ehemalige Lage der Radrennbahn Friedenau) |
| 1899–1926     | Radrennbahn Treptow                 | 312 m / Lehm, später Beton    | offen  | Wegen der extrem steilen Kurven (50,5 Grad) im Volksmund „Nudeltopp“ genannt, 1904/1905 modernisiert. Zwei Rennfahrer stürzten tödlich auf ihr, ein Trainer verunglückte tödlich im Innenraum. In den 1920er Jahren wurden in der Radrennbahn auch Boxkämpfe ausgetragen. (ehemalige Lage der Radrennbahn Treptow) |
| 1905–1910     | Radrennbahn Steglitz                | 500 m / Beton                 | offen  | 1908 Austragungsort der Profi-Wettbewerbe der Bahn-Weltmeisterschaften (ehemalige Lage des Radrennbahn Steglitz) |
| 1907–1909     | Spandau, Am Fehrbelliner Tor        |                               | offen  | 1907 verunglückte der französische Schrittmacher Charles Peguy hier tödlich. Die Bahn im Sportpark Spandau wurde nach zwei Jahren wegen mangelnden Zuspruchs wieder abgerissen. (ehemalige Lage der Radrennbahn Spandau) |
| 1909–1910     | Botanischer Garten                  | 333,3 m / Holz                | offen  | Erste offene Holzbahn in Deutschland, wurde nach einem folgenschweren Unglück mit neun Toten wieder demontiert. (ehemalige Lage der Radrennbahn Botanischer Garten) |
| 1909–1910     | Ausstellungshallen am Zoo           | – / Holz                      | Halle  | Austragungsort des ersten Berliner Sechstagerennens, mobile Bahn (ehemalige Lage der Ausstellungshallen am Zoo, heute befindet sich an gleicher Stelle das Kino Zoo Palast) |
| 1911–1973     | Sportpalast                         | 166 m / Holz                  | Halle  | Mobile Bahn, 1931 von Clemens Schürmann erneuert. Von 1911 bis 1972 Austragungsort des Berliner Sechstagerennens (ehemalige Lage des Sportpalastes) |
| 1911–ca. 1945 | Olympiabahn Plötzensee              | 400 m / Holz / 6 m            | offen  | Wurde aus den Resten der Radrennbahn Botanischer Garten montiert, der Belag 1919 durch Beton ersetzt. Emanuel Kudela stürzte hier 1920 tödlich. Die Bahn wurde im Zweiten Weltkrieg zerstört. Heute befindet sich an ihrem Ort die Kleingartenkolonie Olympia. (ehemalige Lage der Olympiabahn Plötzensee) |
| 1913–1934     | Deutsches Stadion                   | 666,6 m / Beton               | offen  | 1913 Austragungsort der Amateurwettbewerbe der Bahn-Weltmeisterschaften. Im selben Jahr verunglückte der Rennfahrer Max Hansen hier tödlich. Das Stadion inkl. Bahn wurde 1934 abgerissen, um dem Olympiastadion zu weichen. (ehemalige Lage des Deutschen Stadions) |
| 1926–1928     | Rütt-Arena an der Hasenheide        | 250 m / Holz / 4,5 m          | offen  | 1928 durch Feuer zerstört (ehemalige Lage der Rütt-Arena) |
| 1926– (?)     | Wannseestadion                      | 475 m / Asphalt               | offen  | Die Bahn diente hauptsächlich dem Training und mehrfach als Ziel von „Rund um Berlin“. (Lage des Wannseestadions) |
| 1935–2011     | Deutschlandhalle                    | 208 m / Holz                  | Halle  | 1957 wurde die Bahn erneuert und um sieben Meter verkürzt. Ab 1960 Austragungsort mehrerer Auflagen des Berliner Sechstagerennens (ehemalige Lage der Deutschlandhalle) |
| 1936          | Olympisches Radstadion              | 400 m / Holz                  | offen  | Provisorische Bahn für die Olympischen Sommerspiele 1936, die nur zwei Monate lang auf dem Sportplatz des Berliner Sport-Clubs am nördlichen Ende der AVUS existierte. Architekt war Clemens Schürmann. Nach den Olympischen Spielen wurde die Anlage für die Erweiterung des Messegeländes abgerissen. (ehemalige Lage des Olympischen Radstadions) |
| 1946–ca. 1960 | Neukölln                            | 500 m / Beton                 | offen  | 1946 in Handarbeit als Aschenbahn errichtet, die Kurven aus Trümmerschutt aufgeschüttet. 1948 wurde sie mit Beton versiegelt. (Lage des Werner-Seelenbinder-Sportparks) |
| 1949–1953     | Halle am Funkturm                   | 153 m / Holz                  | Halle  | Mobile Bahn. Von 1949 bis 1953 Austragungsort des Berliner Sechstagerennens. Die Halle (die heutige Messehalle 20) war klein, und deshalb war auch die Bahn („Zigarettenschachtel“ genannt) kurz und ihre Kurven extrem steil (zwischen den beiden Geraden lagen lediglich 15 Meter). Auf ihr ereigneten sich drei tödliche Stürze. Als Grund wurde vermutet, dass durch den hohen Druck in den Kurven die Reifen schneller platzten. Der Architekt Clemens Schürmann monierte zudem mehrfach eine unsachgemäße Montage der Bahn.(Lage der Halle am Funkturm) |
| 1950–1992     | Werner-Seelenbinder-Halle           | 170 m / Holz                  | Halle  | Austragungsort der Berliner Winterbahnrennen (ehemalige Lage der Werner-Seelenbinder-Halle) |
| 1955–ca. 1990 | Radrennbahn Weißensee               | 333 m / Beton                 | offen  | Der Bau der Anlage wurde durch 6000 Aufbauhelfer unterstützt; die Tribünen für 9000 Zuschauer aus Trümmerschutt errichtet. Austragungsort versch. Wettkämpfe wie „Berliner Bahnmeisterschaft“, „Großer Osterpreis“ etc. 1988 fand auf dem Gelände das größte Konzert von Bruce Springsteen vor mehr als 200 000 Besuchern statt (ehemalige Lage der Radrennbahn Weißensee) |
| 1959–2005     | Radrennbahn Schöneberg              | 333 m / Holz                  | offen  | 1980 wurde die Bahn erneuert. Architekt: Schürmann (ehemalige Lage der Radrennbahn Schöneberg) |
| Seit 1999     | Velodrom                            | 250 m / Holz                  | Halle  | Architekt der Radrennbahn ist Ralph Schürmann. Heutiger Austragungsort des Berliner Sechstagerennens. 1999 und 2020 Austragungsort von Bahnweltmeisterschaften, 1997 und 2017 von Bahneuropameisterschaften und 1998 sowie 2018 Läufe des Bahnrad-Weltcups. Wurde am ehemaligen Standort der Werner-Seelenbinder-Halle am Prenzlauer Berg errichtet. (Lage des Velodroms) |

Fotogalerie
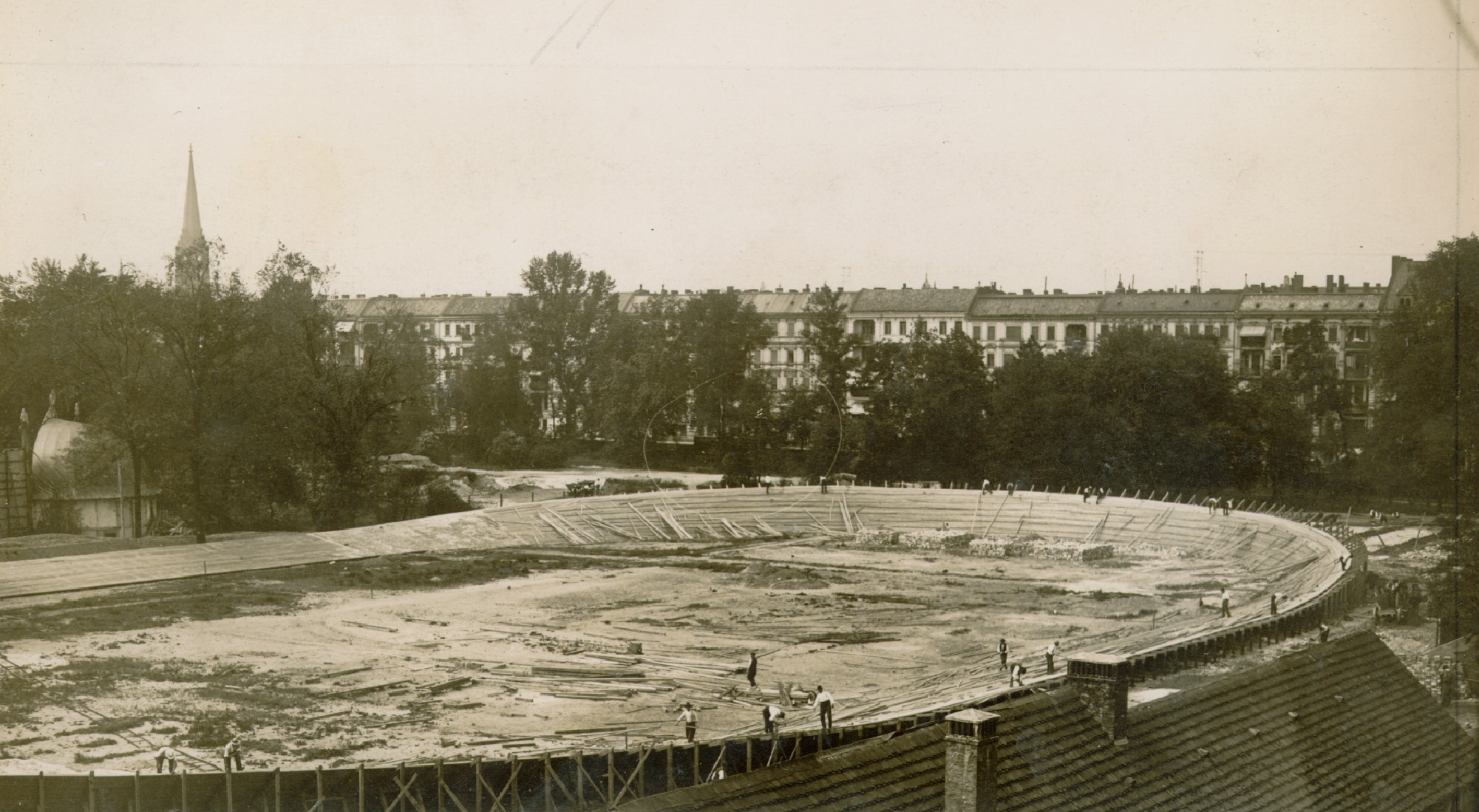
Bau der Radrennbahn Botanischer Garten, 1909
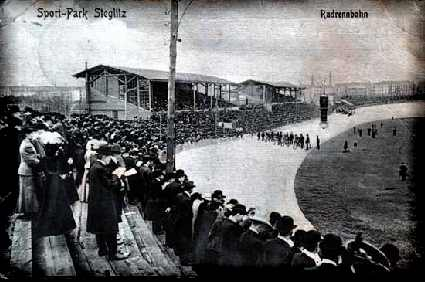
Radrennbahn Steglitz, 1910
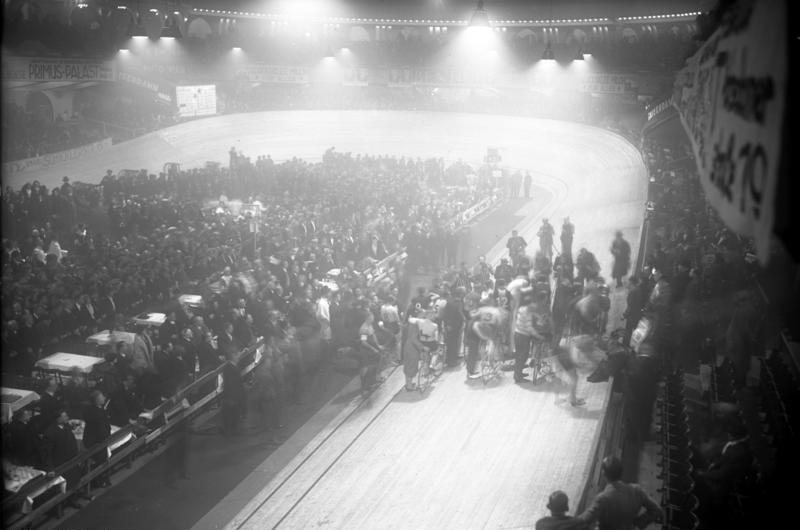
Sechstagerennen im Sportpalast, 1932
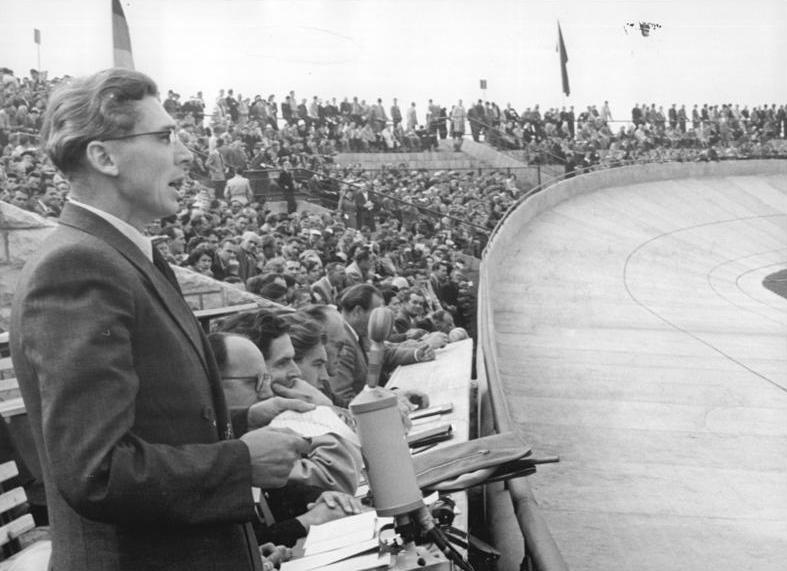
Eröffnung der Radrennbahn Weißensee, 1955
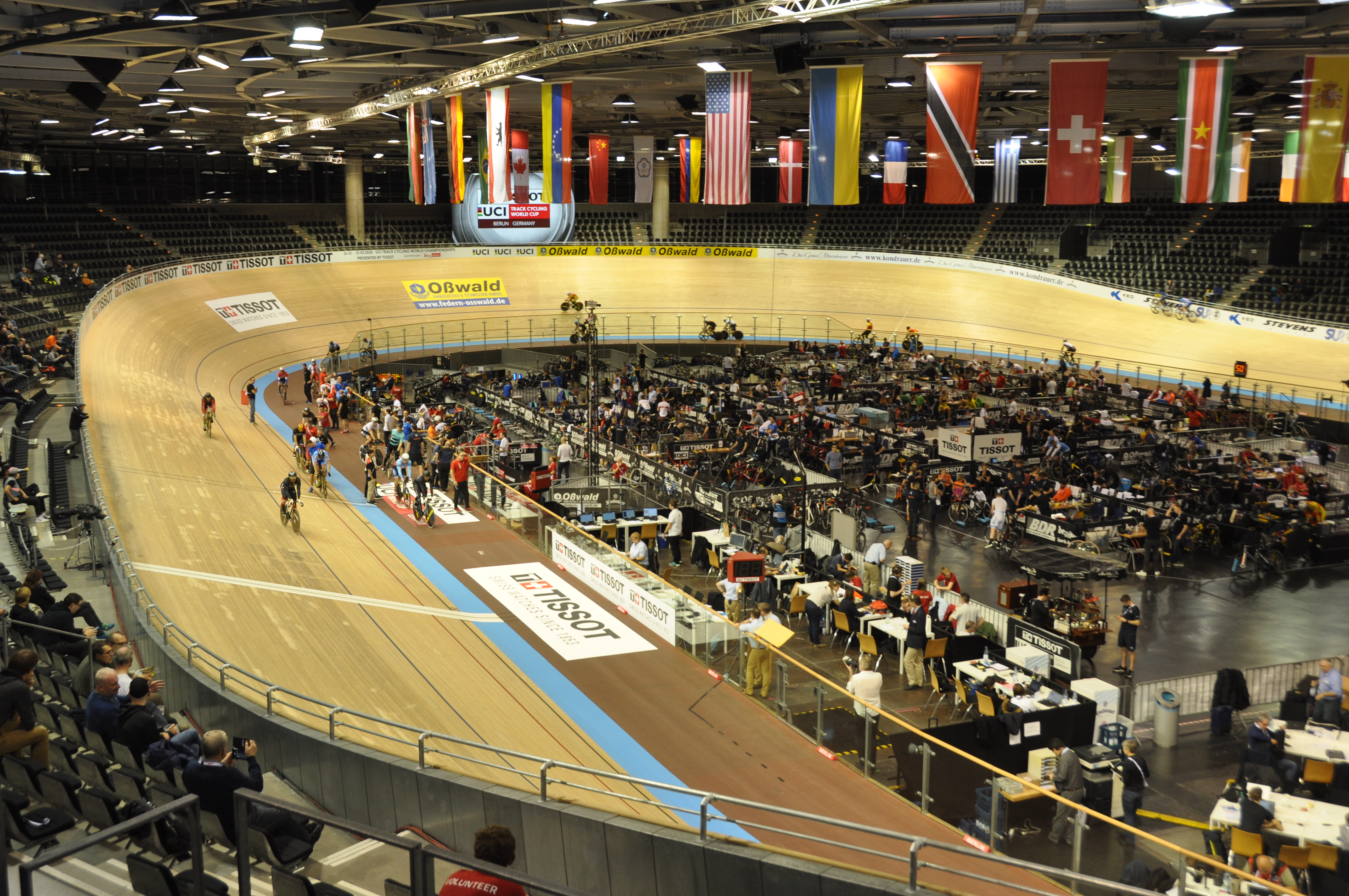
Bahnrad-Weltcup im Velodrom, 2018